# Marc Guiu
Marc Guiu Paz (Granollers, 4 januari 2006), beter bekend als Marc Guiu, is een Spaanse voetballer die doorgaans speelt als aanvaller voor Chelsea.

## Carrière

### FC Barcelona
Guiu begon zijn carrière bij Sant Celoni Barca, een amateur-(fan)club van FC Barcelona. Op 10-jarige leeftijd trad hij toe tot La Masia, de jeugdopleiding van de club in 2013. In juni 2023 werd hij voor het eerst opgeroepen voor het eerste elftal, voorafgaand aan de oefenwedstrijden tegen Celta de Vigo en het Japanse team Vissel Kobe. Guiu maakte zijn onofficiële debuut voor FC Barcelona in de laatstgenoemde wedstrijd, toen hij in de rust inviel voor Robert Lewandowski.
In oktober 2023 werd hij opnieuw opgeroepen voor het eerste elftal voor een wedstrijd in de Primera División tegen Granada CF, maar uiteindelijk kwam hij niet in actie in die wedstrijd. In dezelfde maand werd hij door de Engelse krant The Guardian genoemd als een van de beste spelers die in 2006 wereldwijd zijn geboren.
Op 22 oktober 2023 scoorde Guiu bij zijn officiële debuut voor het eerste elftal in een 1-0 overwinning op Athletic Bilbao, toen hij in de 79e minuut als invaller het winnende doelpunt maakte.
Op 25 oktober 2023 in de thuiswedstrijd tegen Sjachtar Donetsk maakte Guiu zijn debuut voor Champions League. Hij kwam in de 75e minuut als invaller  voor geblesseerde João Félix, de wedstrijd ging gewonnen met 2-1.

### Chelsea
Op 1 juli 2024 maakte hij voor € 6.000.000 miljoen de overstap naar Chelsea, waar hij een contract tekende tot medio 2029.

## Statistieken
| Seizoen | Club         | Competitie | Competitie | Competitie | Beker | Beker | Internationaal | Internationaal | Totaal | Totaal |
| Seizoen | Club         | Competitie | Wed.       | Dlp.       | Wed.  | Dlp.  | Wed.           | Dlp.           | Wed.   | Dlp.   |
| ------- | ------------ | ---------- | ---------- | ---------- | ----- | ----- | -------------- | -------------- | ------ | ------ |
| 2023/24 | FC Barcelona | La Liga    | 1          | 1          | 0     | 0     | 1              | 0              | 2      | 1      |
| Totaal  | Totaal       | Totaal     | 1          | 1          | 0     | 0     | 1              | 0              | 2      | 1      |